# Dalkia
Dalkia je mezinárodní koncern působící v oblasti energetiky. Mezi hlavní poskytované služby patří výroba a dodávka tepelné a elektrické energie pro průmyslové podniky, domácnosti a veřejné instituce. Dalkia od roku 2014 součástí francouzského koncernu Électricité de France (EDF), do té doby byla vlastněná z 66 % nadnárodní skupinou Veolia Environment a z 34 % EDF. V roce 2012 činil obrat společnosti 8,9 miliard eur a v témže roce zaměstnávala téměř 50 tisíc lidí v 35 zemích světa. Společnost sídlí ve francouzském městě Saint-André-lez-Lille a jejím výkonným ředitelem je Franc Lacroix.
V Česku působilo celkem osm dceřiných společností koncernu Dalkia, který patřil k největším společnostem poskytujícím dodávky tepelné energie v Česku.

## Historie
Koncern Dalkia vznikl v roce 1998 sloučením společností Esys-Montenay a Compagnie Générale de Chauffe. V roce 2001 se stal dceřinou společností skupiny Veolia Environment, která jej vlastnila z 66 %. Zbylých 34 % vlastnila francouzská společnost Électricité de France. Dalkia odkoupila skupinu Clemessy Group, která se specializuje na poskytování služeb v oblasti automatizace, mechanizace a elektroniky. V roce 2008 však Dalkia odprodala podíl ve společnostech Clemessy a Crystal francouzské stavební společnosti Eiffage. V roce 2009 pohltila britská holdingová společnost MITIE Group PLC společnost Dalkia UK. V roce 2014 došlo k rozdělení Dalkie mezi Veolii a EDF tak, že EDF si ponechala francouzské aktivity i značku Dalkia, zahraniční společnosti pak připadly Veolii.

## Dalkia ve světě
Společnost Dalkia poskytovala v roce 2014 služby v 35 zemích světa:
- Amerika: Spojené státy americké, Kanada, Argentina, Brazílie, Chile a Mexiko
- Asie, Austrálie a Oceánie: Austrálie, Bahrajn, Čínská lidová republika, Israel, Malajsie, Saúdská Arábie a Singapur
- Evropa: Belgie, Bulharsko, Česko, Finsko, Francie, Německo, Maďarsko, Irsko, Itálie, Lotyšsko, Litva, Lucembursko, Nizozemsko, Norsko, Polsko, Portugalsko, Rumunsko, Rusko, Slovensko, Španělsko, Švédsko a Spojené království

V roce 2012 činil obrat společnosti 8,9 miliard eur a v témže roce zaměstnávala téměř 50 tisíc lidí po celém světě.

## Dalkia v Česku

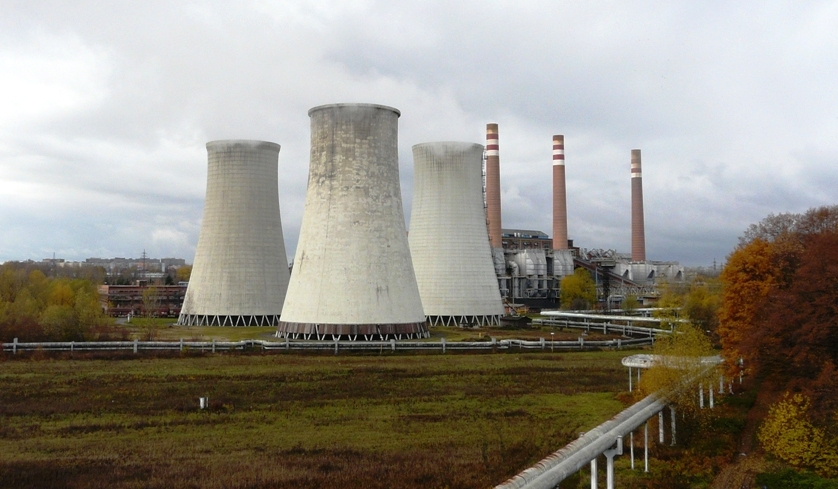
V Česku společnost Dalkia vlastnila a provozovala například elektrárnu Třebovice v Ostravě

Skupina Dalkia působí v Česku od roku 1991. K roku 2014 vlastnila celkem osm dceřiných společností, a to následující:
- Dalkia Česká republika
- Olterm & TD Olomouc
- AmpluServis
- Dalkia Kolín
- Dalkia Mariánské Lázně
- Dalkia Industry CZ
- Dalkia Commodities CZ
- Dalkia Powerline

V roce 2012 činil obrat hlavní v Česku působící společnosti Dalkia Česká republika a. s. 8,5 miliard korun českých a ve stejném roce zaměstnávala přibližně 2500 zaměstnanců. V Česku se společnost Dalkia specializovala především na dodávky tepelné energie průmyslovým závodům a domácnostem. Kromě řady tepláren byla také vlastníkem a provozovatelem elektrárny Třebovice v Ostravě.